# Denkmäler der Volksrepublik China (Shanghai)
Die folgende Tabelle bietet eine Übersicht zu sämtlichen Denkmälern der regierungsunmittelbaren Stadt Shanghai  (Abk. Hu), die auf der Denkmalliste der Volksrepublik China stehen:
| Name                                                                                         | Beschluss | Kreis/Ort           | siehe (auch)                                                                                             | Bild |
| -------------------------------------------------------------------------------------------- | --------- | ------------------- | --- | ---- |
| Shanghai Zhongshan guju 上海中山故居                                                         | 1-9       | Shanghai shi 上海市 | Ehemaliger Wohnsitz von Sun Yat-sen (1919)                                                               |      |
| Zhongguo shehui zhuyi qingniantuan zhongyang jiguan jiuzhi 中国社会主义青年团中央机关旧址    | 1-10      | Shanghai shi 上海市 | Stätte des Chinesischen Sozialistischen Jugendverbandes (Zhongguo shehui zhuyi qingniantuan) (1920–1921) |      |
| Zhongguo gongdangtang di-yi ci Quanguo daibiao dahui huizhi 中国共产党第一次全国代表大会会址 | 1-11      | Shanghai shi 上海市 | Stätte des Ersten Parteitags der Kommunistischen Partei Chinas (1921, Xingye Road)                       |      |
| Lu Xun mu 鲁迅墓                                                                             | 1-31      | Shanghai shi 上海市 | Grab von Lu Xun                                                                                          |      |
| Song Qingling mu 宋庆龄墓                                                                    | 2-10      | Shanghai shi 上海市 | Grab von Song Qingling                                                                                   |      |
| Yu Yuan 豫园                                                                                 | 2-39      | Shanghai shi 上海市 | Yu-Garten                                                                                                |      |
| Longhua geming lieshi jiniandi 龙华革命烈士纪念地                                            | 3-25      | Shanghai shi 上海市 | Longhua Gedenkplatz für die revolutionären Märtyrer                                                      |      |
| Songjiang Tang jingtang 松江唐经幢                                                           | 3-179     | Shanghai shi 上海市 | Tangzeitliche Steinsäule in Songjiang                                                                    |      |
| Xu Guangqi mu 徐光启墓                                                                       | 3-254     | Shanghai shi 上海市 | Grab von Xu Guangqi                                                                                      |      |
| Xingshengjiao si ta 兴圣教寺塔                                                               | 4-83      | Shanghai shi 上海市 | Pagode des Xingshengjiao-Tempels                                                                         |      |
| Zhenru si dadian 真如寺大殿                                                                  | 4-120     | Shanghai shi 上海市 | Haupthalle des Zhenru-Tempels                                                                            |      |
| Shanghai Waitan jianzhuqun 上海外滩建筑群                                                    | 4-220     | Shanghai shi 上海市 | Architektur auf dem Bund (Shanghai)                                                                      |      |
| Shanghai youzheng zongju 上海邮政总局                                                        | 4-226     | Shanghai shi 上海市 | Hauptpostamt von Shanghai                                                                                |      |
| Fuquanshan yizhi 福泉山遗址                                                                  | 5-37      | Shanghai shi 上海市 | Fuquanshan-Stätte (der neolithischen Liangzhu-Kultur)                                                    |      |
| Shanghai Song Qingling guju 上海宋庆龄故居                                                   | 5-482     | Shanghai shi 上海市 | Ehemaliger Wohnsitz von Song Qingling                                                                    |      |
| Zhang Wentian guju 张闻天故居                                                                | 5-483     | Shanghai shi 上海市 | Ehemaliger Wohnsitz von Zhang Wentian                                                                    |      |
| Longhua ta 龙华塔                                                                            | 6-505     | Shanghai shi 上海市 | Longhua-Pagode                                                                                           |      |
| Male zhuzhai 马勒住宅                                                                        | 6-926     | Shanghai shi 上海市 | Moller Villa (Shaanxi Road)                                                                              |      |
| Guoji fandian 国际饭店                                                                       | 6-927     | Shanghai shi 上海市 | Park Hotel                                                                                               |      |